# Adolf Gustav Schneck
Adolf Gustav Schneck (* 7. Juni 1883 in Esslingen am Neckar; † 27. März 1971 in Schmiden) war ein deutscher Architekt, Möbelbauer und Hochschullehrer, der vor allem auch im Kontext des Bauhauses mit dem Stil des Neuen Bauens bekannt wurde.

## Leben

### Vor 1933
Geboren als Sohn eines Möbelbauers, durchlief Schneck 1897 eine dreijährige Sattler- und Polstererlehre im elterlichen Betrieb. Anschließend begann er seine Gesellenjahre mit einer Wanderzeit und dem Besuch der Gewerbeschule in Basel. Mit der Rückkehr nach Esslingen übernahm er 1907 das elterliche Geschäft und begann gleichzeitig ein Studium an der Kunstgewerbeschule Stuttgart, unter anderen bei Bernhard Pankok. 1912 schrieb er sich für ein Architekturstudium an der Technischen Hochschule Stuttgart ein und diplomierte dort 1918 mit einer Arbeit zum Stuttgarter Hauptbahnhof bei Paul Bonatz.

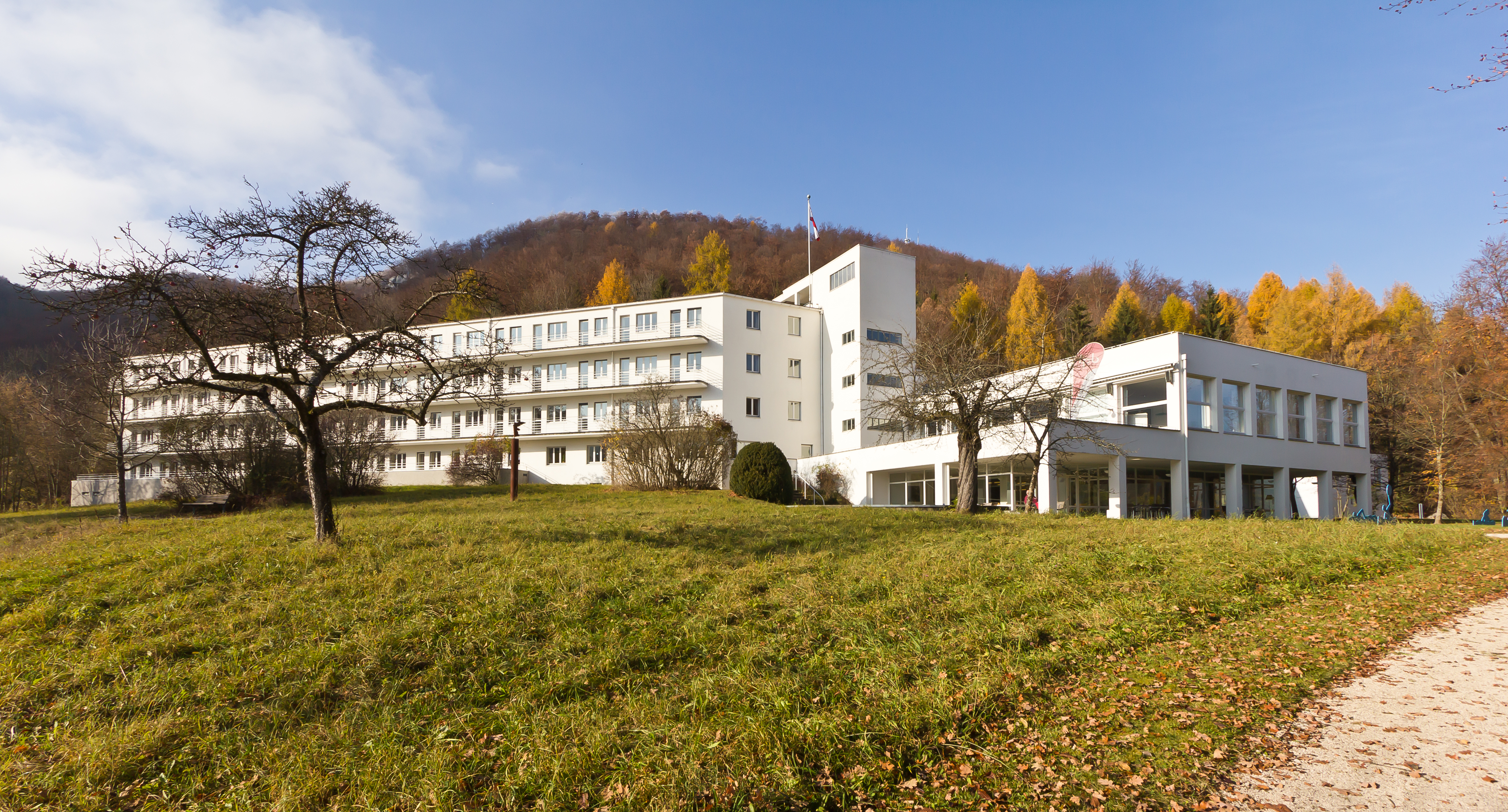
Erholungsheim „Haus auf der Alb“ in Bad Urach, 1930

Durch das Studium konnte er sich 1919 als selbständiger Architekt und Möbelgestalter verdingen, zwei Jahre später wurde er mit einem Lehrauftrag an der Kunstgewerbeschule bedacht. Dort wurde er 1922 Leiter der Abteilung für Möbelbau und Innenarchitektur, 1923 Professor. Ein Jahr später betätigte er sich als Kurator für die Ausstellung „Die Form [ohne Ornament]“. Schneck entwarf 1926/1927 für Karl Schmidt-Hellerau das Typenmöbelprogramm „Die billige Wohnung“, das mit großem Erfolg bis in die 1930er Jahre in den Deutschen Werkstätten Hellerau produziert wurde.
Als zweiter Stuttgarter Architekt nach Richard Döcker war auch Schneck an der Weißenhofsiedlung beteiligt. 1926/1927 entwarf und baute Schneck zwei Einfamilienhäuser; Haus 11 in der Friedrich-Ebert-Straße 114, das er selbst bewohnte, und das Haus 12 im Bruckmannweg 1. Außerdem übernahm er die Innengestaltung einer Wohnung im Haus des Architekten Ludwig Mies van der Rohe. Es folgten mehrere Häuser auf dem Gelände 1928. Im Jahr darauf wurde er mit einem weiteren Großauftrag betraut, der seine Bekanntheit weiter steigern sollte: Er entwarf das Haus auf der Alb bei Bad Urach.

### 1933 bis 1945
In der Zeit des Nationalsozialismus zeigte Schneck in seinen Arbeiten eine sehr konservative Gestaltungsweise. Seine Funktion als Professor und Vorstand der Abteilung für Möbelbau und Innenarchitektur an der Württembergischen Staatlichen Kunstgewerbeschule am Weißenhof, die 1941 als „Abteilung für angewandte Kunst“ mit der Württembergischen Akademie der bildenden Künste (nunmehr „Abteilung für freie Kunst“) in der Urbanstraße unter einheitlicher Leitung, jedoch unter Beibehaltung der räumlichen Trennung mit dem Namen „Staatliche Akademie der bildenden Künste Stuttgart“ organisatorisch vereinigt wurde, blieb unberührt, zumal er der NSDAP beigetreten war.
Als Ende 1938 das Berliner Oberkommando des Heeres einen Wettbewerb zur Errichtung des Generalkommandos V auf dem Gelände der von den Nazis als „Schandfleck von Stuttgart“ diffamierten Weißenhofsiedlung startete, wurde Schneck, selber 1927 mit zwei Bauten an der nun vom Abriss bedrohten Siedlung beteiligt, zum Wettbewerb eingeladen. Weitere Teilnehmer waren Paul Bonatz und dessen Schwiegersohn Kurt Dübbers, Paul Schmitthenner, Alfred Kicherer, Ernst Horsch mit Walter Hehl und Herbert Hettler sowie das Büro Eisenlohr und Pfennig. Zum Zuge kam die Gruppe Horsch-Hehl-Hettler, zu deren Entwurf einer „gigantomanen Anlage“ (Frank Werner) der Stuttgarter Architekt Hans Herkommer detaillierte Werkpläne erarbeitete. Diese wurden jedoch nicht realisiert, da 1941 das Generalkommando V nach Straßburg abwanderte.
Anfang Februar 1945, zu einer Zeit, als das Akademie-Hauptgebäude in der Urbanstraße durch Fliegerbomben samt Inventar zerstört, die Kunstgewerbeschule am Weißenhof teilbeschädigt und der Unterricht bereits eingestellt war, wurde Schneck, nachdem sein Vorgänger in diesem Amt, der in den NS-Kulturbetrieb eingebundene Gestalter Hermann Gretsch, „abgetaucht“ war, zum Stellvertreter des Bildhauers Fritz von Graevenitz ernannt, der seit 1938 (mit Unterbrechung) Direktor der Anstalt war. Schnecks Dienststelle war nach wie vor die Kunstgewerbeschule.

### Nach 1945
Auch nach Kriegsende blieb Schneck – bei weiterhin ruhendem Unterrichtsbetrieb – stellvertretender Direktor, ohne jedoch in den von der Kultusbehörde zur Vorbereitung der Wiedereröffnung der Akademie eingesetzten Planungsausschuss zu gehören, bis im Jahr 1946 anstelle des nicht mehr weiterbeschäftigten Fritz von Graevenitz der Bildhauer Hermann Brachert zunächst kommissarisch, später als gewählter Rektor die Leitung der von Theodor Heuss neukonstituierten Staatlichen Akademie der Bildenden Künste Stuttgart in den Räumen der ehemaligen Kunstgewerbeschule am Weißenhof übernahm.
Seine Tätigkeit als Professor für Möbelbau und Innenarchitektur konnte er – im Entnazifizierungsverfahren als „Mitläufer“ eingestuft – bis 1949 fortsetzen. Er betätigte sich wieder als Architekt und nahm den Stil von vor 1933 auf. Auch war er weiterhin als Fachschriftsteller tätig. Er zählte 1948 zu den Gründungsmitgliedern des neuen Werkbunds Baden-Württemberg. Bis zu seinem Tod 1971 kamen ihm zahlreiche Ehrungen zu.
In die Türkei eingeladen, wurde Schneck vom türkischen Ministerium für Bildung mit dem Aufbau der Staatlichen Kunstgewerbeschule (Devlet Tatbiki Guzel Sanatlar Yuksek Okulu) in Istanbul beauftragt. Dieses Projekt war 1958 abgeschlossen. Parallel dazu beteiligte er sich an einem Wettbewerb für eine Heilstätte in Bad Mergentheim, welches sein letztes Projekt als 74-jähriger Architekt darstellte. Im Jahr 1959 wurde Schneck mit dem Großen Verdienstkreuz der Bundesrepublik Deutschland ausgezeichnet.

## Bauten (Auswahl)

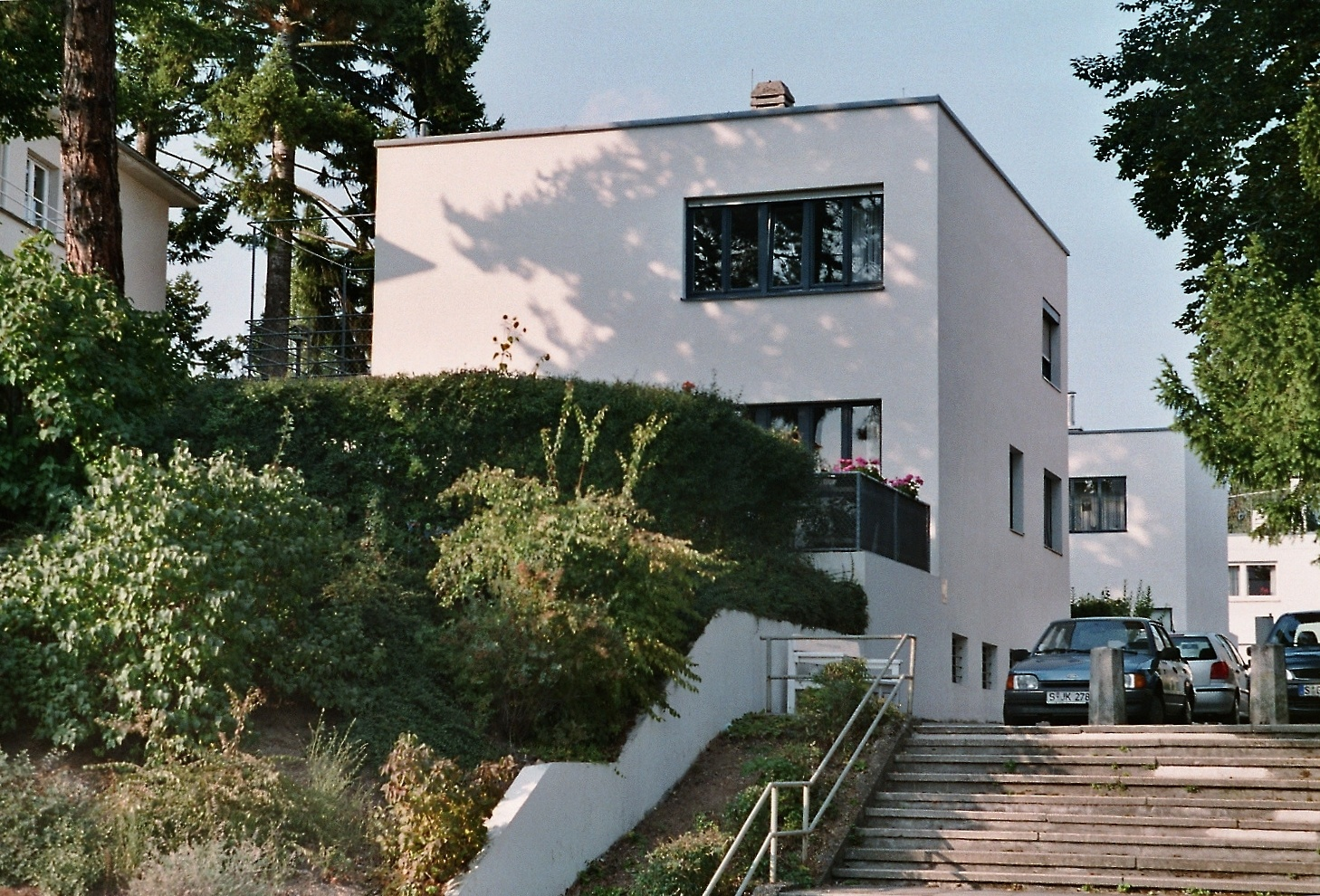
Haus im Bruckmannweg 1 in der Weißenhofsiedlung Stuttgart, 1927

- 1926–1927: Zwei Wohnhäuser in der Weißenhofsiedlung, Stuttgart
- vor 1929: Hotel Singer, Berwang (Tirol)[8]
- vor 1929: Haus Pfleiderer, Stuttgart, Am Weißenhof[9]
- vor 1929: Haus Jung, Stuttgart, Am Weißenhof[9]
- 1929–1930: Erholungsheim Haus auf der Alb, Bad Urach
- 1947–1950: Gehörlosenheim, Stuttgart-Botnang
- 1949: Wohnhaus für Eberle, Stuttgart
- 1949: Wohnhaus für Schairer, Stuttgart
- 1950–1954: Erholungsheim, Brühl
- 1956: Wohnhaus für Stoll, Reutlingen

## Publikationen
- Hugo Frank. In: Das Plakat, Jg. 7 (1916), Heft 2, S. 79–85 (Digitalisat).
- Grundformen im Möbelbau. In: Die Form, Jg. 1, 1925/26, Heft 11, S. 235–240 (Digitalisat)
- Das Möbel als Gebrauchsgegenstand, Julius Hoffmann Verlag, Stuttgart 1929 (Herausgegeben im Auftrag des Württembergischen Landesgewerbeamts).
- Das Polstermöbel, Julius Hoffmann Verlag, Stuttgart 1933.
- Innenausbau, Ausstattung, Möbeltypen – Sammlung Göschen 1101, Walter de Gruyter & Co., Berlin 1936.
- Konstruktion einfacher Möbel, Julius Hoffmann Verlag, Stuttgart 1948.
- Neue Möbel vom Jugendstil bis heute, F. Bruckmann Verlag, München 1962.